# Општина Дезна (Арад)
Дезна (рум. Dezna) општина је у Румунији у округу Арад.
Oпштина се налази на надморској висини од 191 m.